# 木里厚喙菊
木里厚喙菊（学名：Dubyaea muliensis）为菊科厚喙菊属的植物，是中国的特有植物。分布于中国大陆的四川等地，生长于海拔3,300米至3,700米的地区，见于云杉林缘，目前尚未由人工引种栽培。